# 姬武
姬武（？—？），周子南君姬嘉八代孙，姬常之子，东汉的二王三恪。
东汉建武五年（29年），姬武承袭为周承休侯。建武十三年三月庚午（37年4月15日），汉光武帝改封姬武为卫公，为东汉的宾，位在三公之上。